# Simple como Sylvain
Simple como Sylvain (título original en francés: Simple comme Sylvain, título internacional: The Nature of Love) es una película de comedia dramática romántica canadiense de 2023, dirigida por Monia Chokri. La película está protagonizada por Magalie Lépine-Blondeau como Sophia, una profesora universitaria con una vida cómoda y un matrimonio estable pero poco emocionante con Xavier, cuya vida da un vuelco cuando conoce y se siente atraída por Sylvain (Pierre-Yves Cardinal), un contratista a quien la pareja contrata para renovar su casa de verano.
La película está programada para estrenarse en el programa Un Certain Regard en el Festival de Cine de Cannes 2023.